# Las Estrellas
Pour la telenovela argentine de 2017, voir Las Estrellas (série télévisée).
Las Estrellas est un réseau de télévision mexicain de langue espagnole appartenant au conglomérat Televisa qui possède des stations affiliées partout au Mexique, dont la station-mère XEW-TDT située à Mexico.

## Telenovelas
Diffusion de nombreuses telenovelas en soirée.

## Affiliés
Le réseau contient plus de 125 stations affiliées.
- XEW-TV est la station mère, située à Mexico.
- XHUAA-TDT (en) - Tijuana, État de Basse-Californie, située près de San Diego en Californie.

### Logos

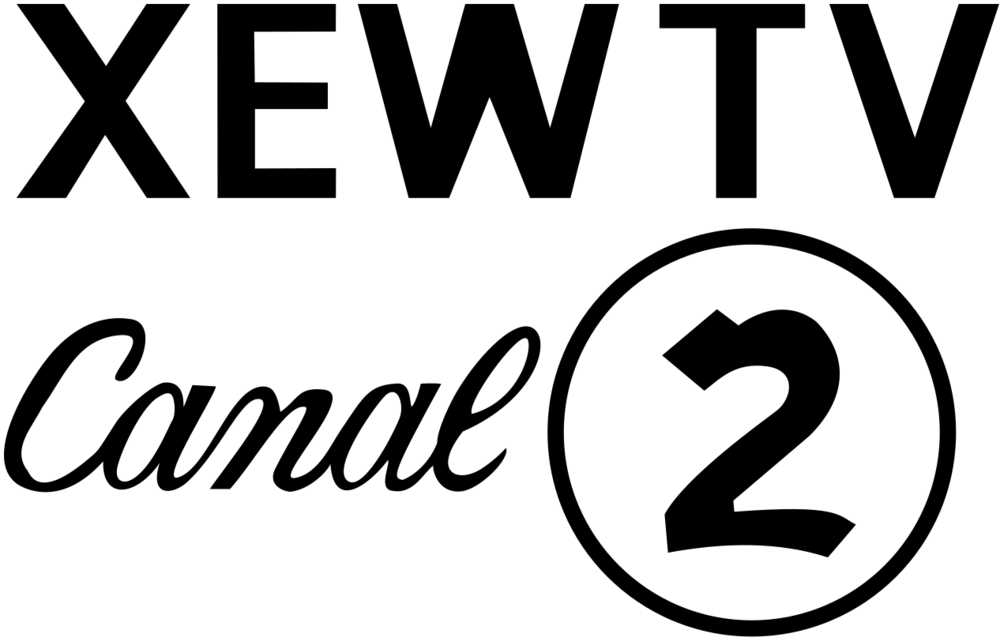
1950
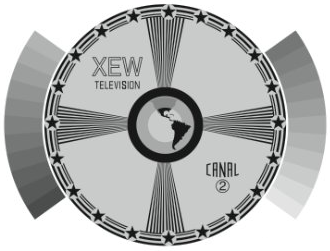
1952
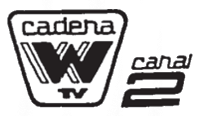
1966
1967
1968
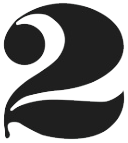
1970
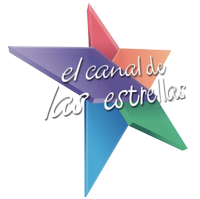
1993
1995
1996
1997
1997-2007
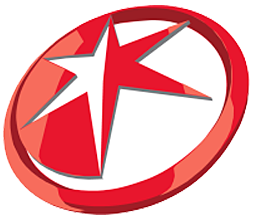
2008-2014
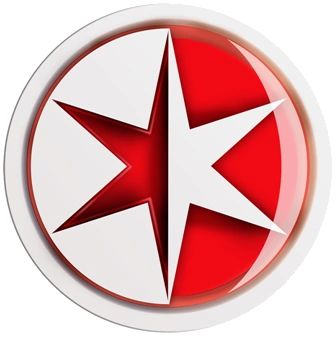
2014
2015
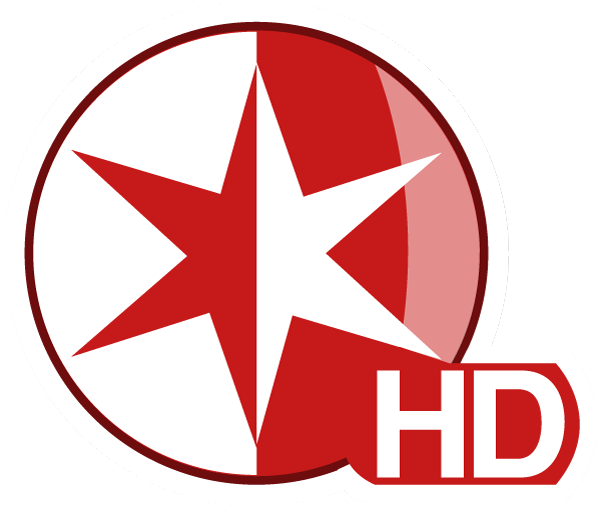
2016 HD
2016
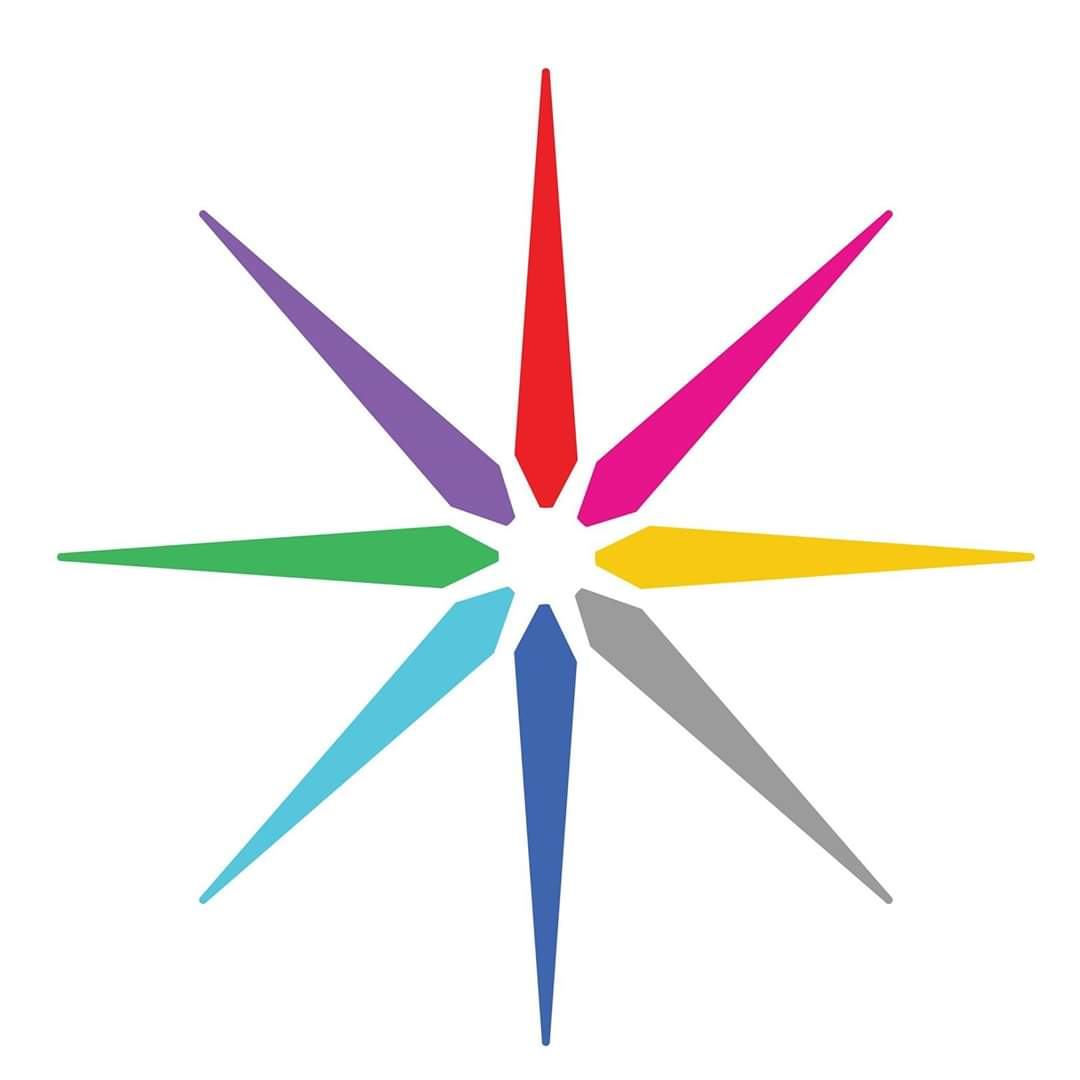
2017 Icon
(2017-2025) Logo

## Distribution internationale
- Une version est distribuée en Europe, en Afrique, en Australie et en Nouvelle-Zélande sous le nom de Las Estrellas Europa alors qu'une autre version est distribuée en Amérique latine sous le nom de Las Estrellas Latinoamérica. Leur programmation est différente du réseau hertzien au Mexique.
- Aux États-Unis, plusieurs séries du réseau sont diffusées sur Univision, UniMás et Galavisión.
- Au Canada, Las Estrellas Latinoamérica est autorisé pour distribution depuis janvier 2006[1]. Elle est distribuée par Rogers Cable au canal 775. Certaines séries peuvent aussi être diffusées sur Telelatino.
- Aux Philippines, plusieurs séries du réseau sont diffusées sur Telenovela Channel, une chaîne câblée appartenant à Beginnings at Twenty Plus Incorporated.